# Långtjärnen (Piteå socken, Norrbotten, 725955-171973)
Långtjärnen är en sjö i Piteå kommun i Norrbotten och ingår i Åbyälvens huvudavrinningsområde.